# Amblyopone pallipes
Amblyopone pallipes är en myrart som först beskrevs av Samuel Stehman Haldeman 1844.  Amblyopone pallipes ingår i släktet Amblyopone och familjen myror. Inga underarter finns listade i Catalogue of Life.

## Bildgalleri

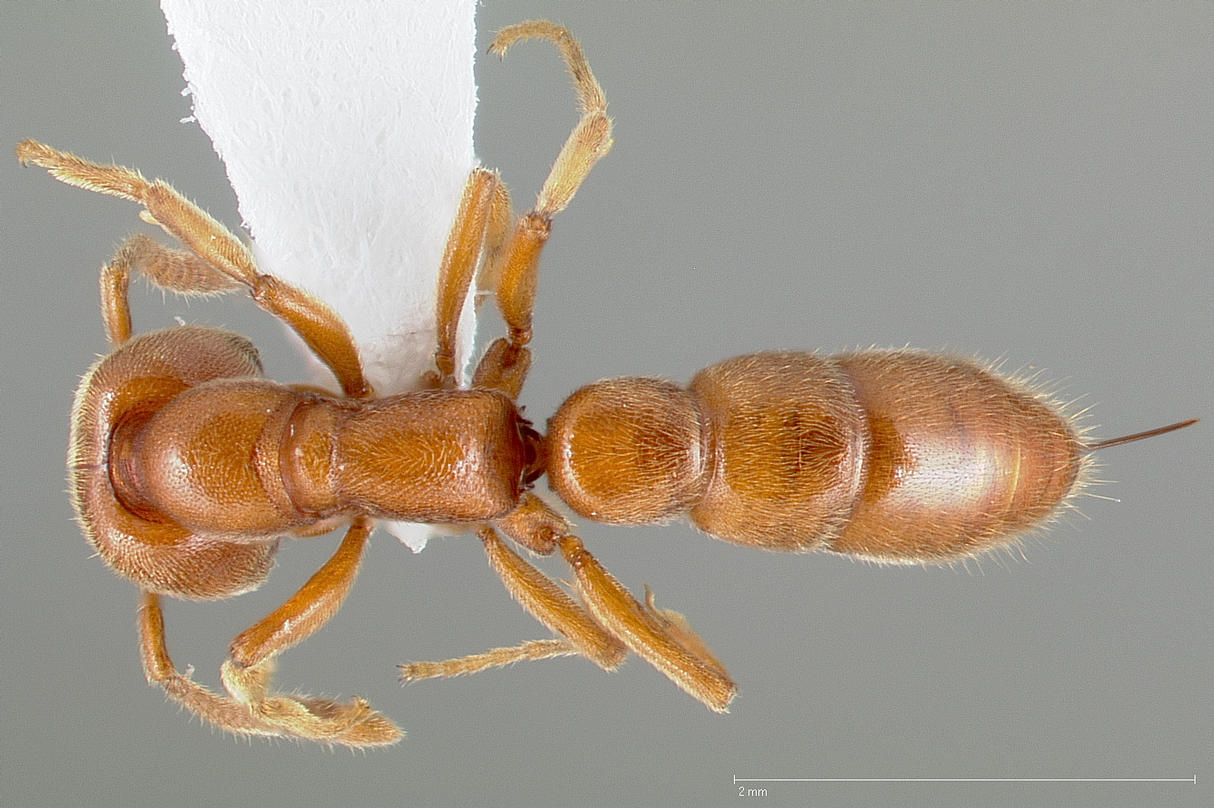
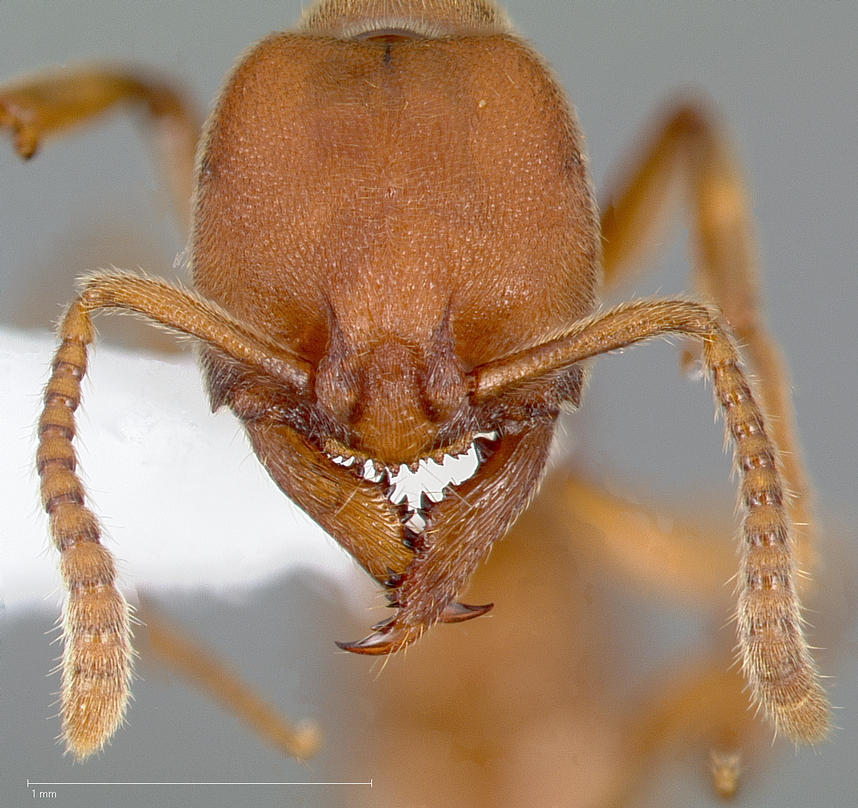
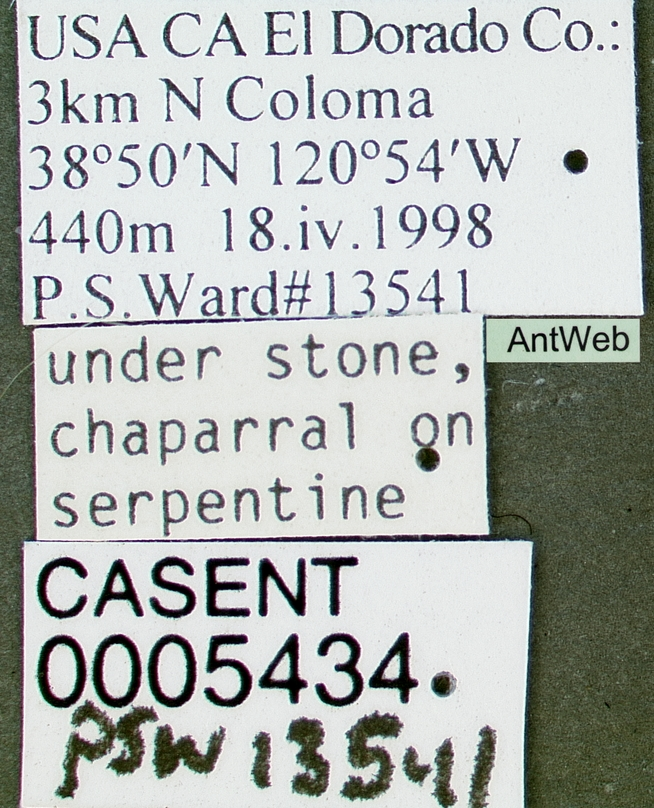
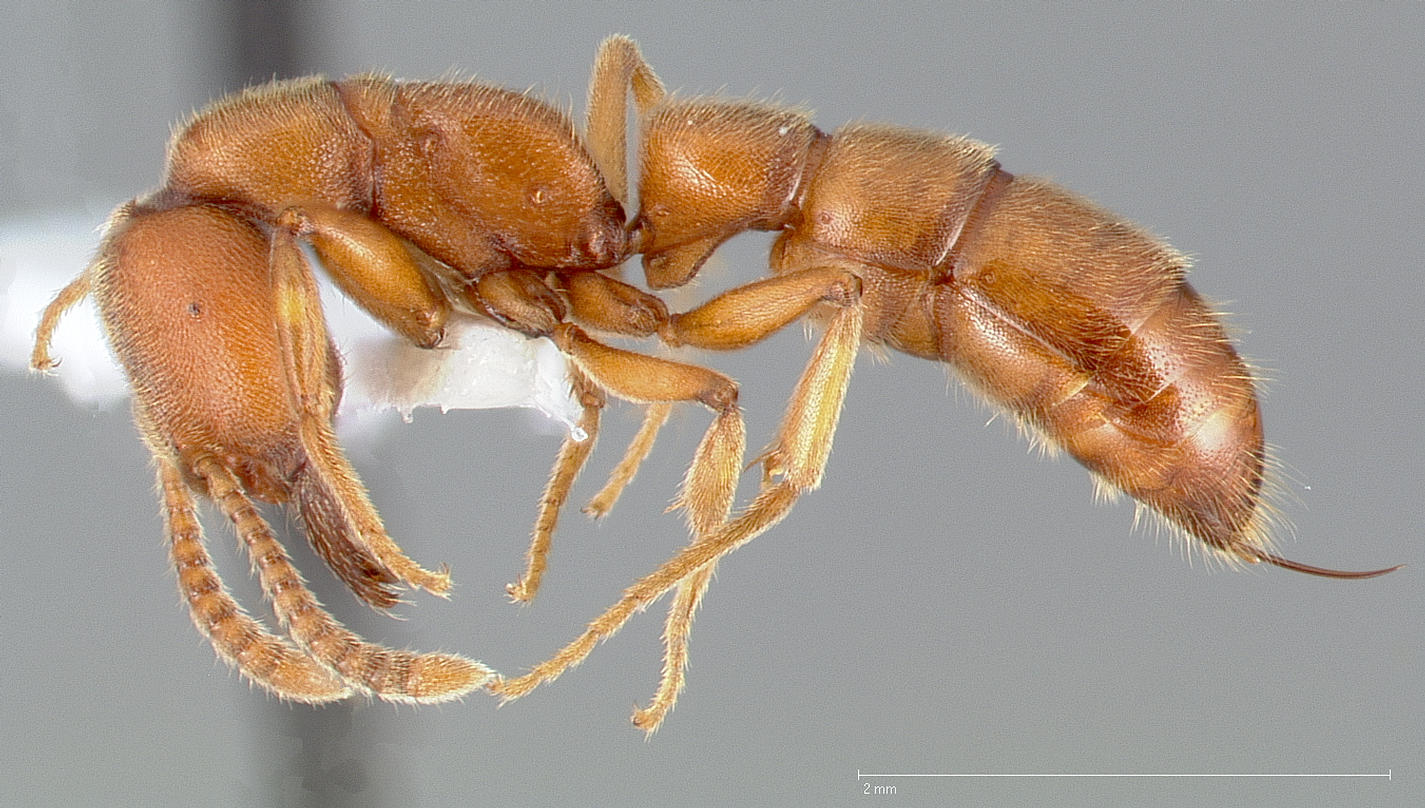
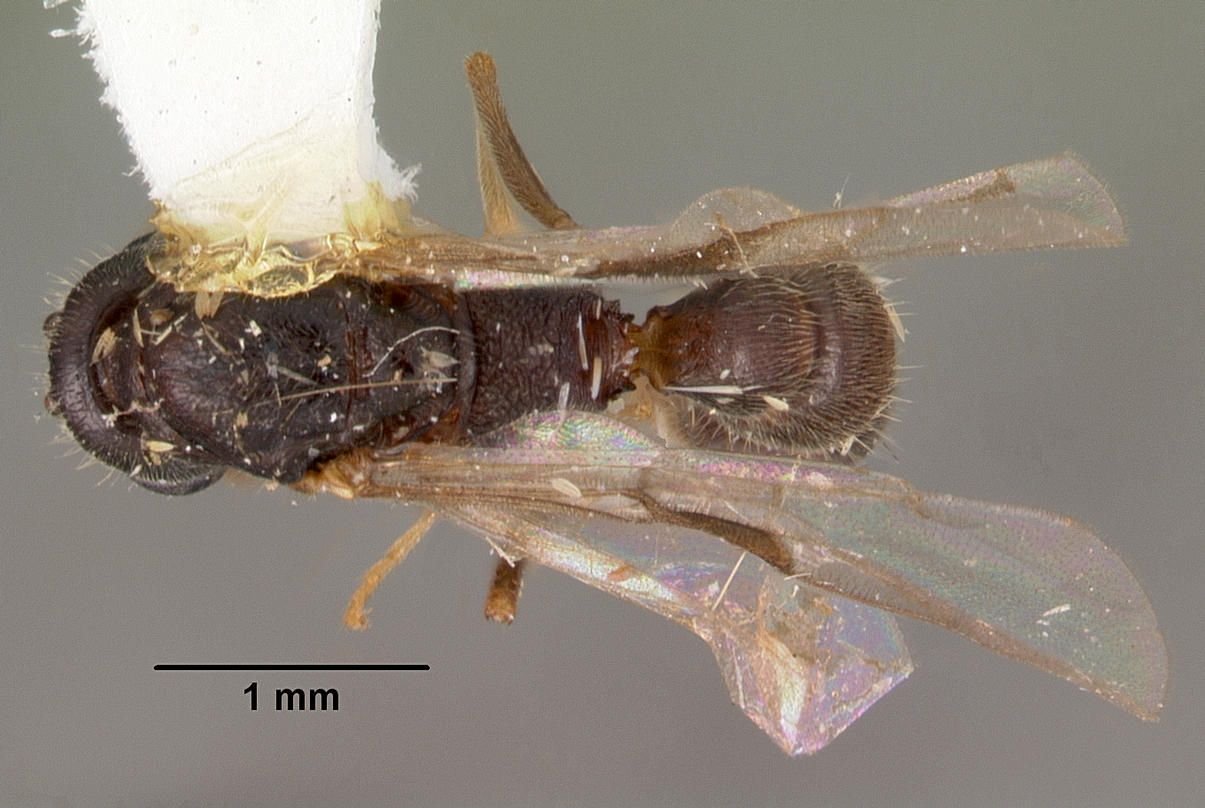
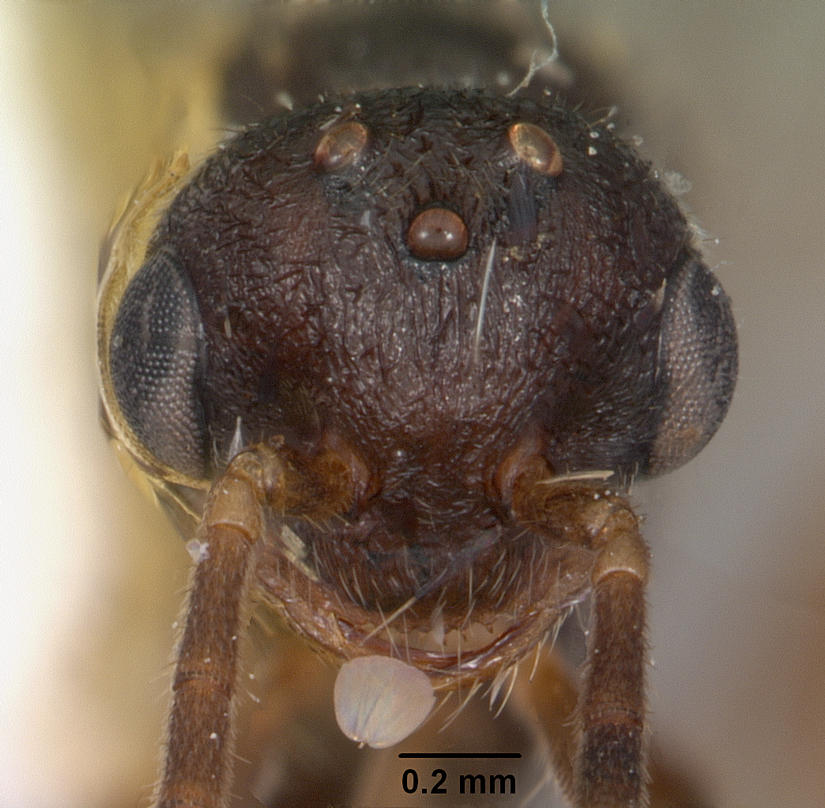